# District d'Antanifotsy
Le District d'Antanifotsy se situe dans la partie sud-est de la province d'Antananarivo, dans la région de Vakinankaratra. Il a une population de 321 580.
Le chef du  District d'Antanifotsy est ANDRIANJAKA Ernest.